# Dan Labraaten
Dan Labraaten (né le 5 septembre 1951 à Arvika en Suède) est un joueur professionnel suédois de hockey sur glace. Il évolue au poste d'ailier.

## Biographie

### Carrière en club
En 1965, il commence sa carrière en senior dans la Division 2 avec le Grums IK. Il rejoint le Leksands IF dans l'Elitserien en 1969. L'équipe remporte le Trophée Le Mat en 1973, 1974 et 1975. Il évolue en Amérique du Nord de 1976 à 1982 dans l'Association mondiale de hockey avec les Jets de Winnipeg et dans la Ligue nationale de hockey avec les Red Wings de Détroit et les Flames de Calgary. Il ajoute à son palmarès le Trophée mondial Avco 1978 avec les Jets. Il met un terme à sa carrière en 1988.

### Carrière internationale
Il représente la Suède au niveau international. Il prend part aux sélections jeunes. Il remporte la médaille d'argent lors du championnat du monde 1986 et de bronze en 1974, 1975, 1976, et 1979.

## Trophées et honneurs personnels
- 1984 : remporte le Skyttetrofén.

## Statistiques

### En club
| Saison     | Équipe               | Ligue      |     | Saison régulière | Saison régulière | Saison régulière | Saison régulière | Saison régulière |   | Séries éliminatoires | Séries éliminatoires | Séries éliminatoires | Séries éliminatoires | Séries éliminatoires |
| Saison     | Équipe               | Ligue      | PJ  | B                | A                | Pts              | Pun              | PJ               | B | A                    | Pts                  | Pun                  |                      |                      |
| 1966-1967  | Grums IK             | Division 2 | 22  | 7                |                  | 7                |                  |                  |   |                      |                      |                      |                      |                      |
| 1967-1968  | Grums IK             | Division 2 | 19  | 14               | 9                | 23               |                  |                  |   |                      |                      |                      |                      |                      |
| 1968-1969  | Grums IK             | Division 2 | 21  | 18               | 9                | 27               |                  |                  |   |                      |                      |                      |                      |                      |
| 1969-1970  | Leksands IF          | Elitserien | 14  | 8                | 4                | 12               | 0                | 14               | 6 | 5                    | 11                   | 4                    |                      |                      |
| 1970-1971  | Leksands IF          | Elitserien | 14  | 7                | 8                | 15               | 2                | 9                | 6 | 6                    | 12                   | 9                    |                      |                      |
| 1971-1972  | Leksands IF          | Elitserien | 28  | 12               | 8                | 20               | 12               |                  |   |                      |                      |                      |                      |                      |
| 1972-1973  | Leksands IF          | Elitserien | 14  | 8                | 5                | 13               | 20               | 14               | 9 | 5                    | 14                   | 5                    |                      |                      |
| 1974-1975  | Leksands IF          | Elitserien | 30  | 24               | 14               | 38               | 40               | 5                | 2 | 0                    | 2                    | 2                    |                      |                      |
| 1975-1976  | Leksands IF          | Elitserien | 16  | 13               | 9                | 22               | 6                | 4                | 2 | 2                    | 4                    | 0                    |                      |                      |
| 1976-1977  | Jets de Winnipeg     | AMH        | 64  | 24               | 27               | 51               | 21               | 20               | 7 | 17                   | 24                   | 15                   |                      |                      |
| 1977-1978  | Jets de Winnipeg     | AMH        | 47  | 18               | 16               | 34               | 30               | 4                | 1 | 1                    | 2                    | 8                    |                      |                      |
| 1978-1979  | Red Wings de Détroit | LNH        | 78  | 19               | 19               | 38               | 8                |                  |   |                      |                      |                      |                      |                      |
| 1979-1980  | Red Wings de Détroit | LNH        | 76  | 30               | 27               | 57               | 8                |                  |   |                      |                      |                      |                      |                      |
| 1980-1981  | Red Wings de Détroit | LNH        | 44  | 3                | 8                | 11               | 12               |                  |   |                      |                      |                      |                      |                      |
| 1980-1981  | Flames de Calgary    | LNH        | 27  | 9                | 7                | 16               | 13               | 5                | 1 | 0                    | 1                    | 4                    |                      |                      |
| 1981-1982  | Flames de Calgary    | LNH        | 43  | 10               | 12               | 22               | 6                | 3                | 0 | 0                    | 0                    | 0                    |                      |                      |
| 1982-1983  | Leksands IF          | Elitserien | 30  | 9                | 10               | 19               | 26               |                  |   |                      |                      |                      |                      |                      |
| 1983-1984  | Leksands IF          | Elitserien | 36  | 23               | 21               | 44               | 14               |                  |   |                      |                      |                      |                      |                      |
| 1984-1985  | Leksands IF          | Elitserien | 27  | 15               | 14               | 29               | 14               |                  |   |                      |                      |                      |                      |                      |
| 1985-1986  | Leksands IF          | Elitserien | 36  | 20               | 12               | 32               | 18               |                  |   |                      |                      |                      |                      |                      |
| 1986-1987  | Leksands IF          | Elitserien | 31  | 17               | 14               | 31               | 14               |                  |   |                      |                      |                      |                      |                      |
| 1987-1988  | Leksands IF          | Elitserien | 24  | 9                | 7                | 16               | 10               | 3                | 0 | 0                    | 0                    | 2                    |                      |                      |
| Totaux LNH | Totaux LNH           | Totaux LNH | 268 | 71               | 73               | 144              | 47               | 8                | 1 | 0                    | 1                    | 4                    |                      |                      |